# 1691
1691 (MDCXCI) a fost un an obișnuit al calendarului gregorian, care a început într-o zi de sâmbătă.

## Evenimente
- 4 decembrie: Prin Diploma Leopoldină din 1691 împăratul Leopold I recunoaște sistemul politic al Principatului Transilvaniei, tutore al principelui Mihai Apafi al II-lea, apoi, la majoratul acestuia și renunțarea la domnie în 1697, șef al statului, ca principe al Transilvaniei.

## Nașteri
- Giovanni Paolo Pannini, pictor italian (d. 1765)

## Decese
- 1 februarie: Papa Alexandru al VIII-lea (n. Pietro Vito Ottoboni), 80 ani (n. 1610)
- 2 august: Frederic I, Duce de Saxa-Gotha-Altenburg, 45 ani (n. 1646)
- 12 septembrie: Johann Georg al III-lea, Elector de Saxonia, 44 ani (n. 1647)